# Epilichen
Epilichen är ett släkte av lavar. Enligt Catalogue of Life ingår Epilichen i familjen Rhizocarpaceae, ordningen Rhizocarpales, klassen Lecanoromycetes, divisionen sporsäcksvampar och riket svampar, men enligt Dyntaxa är tillhörigheten istället familjen Rhizocarpaceae, klassen Lecanoromycetes, divisionen sporsäcksvampar och riket svampar.
|           | Rhizocarpon                           |
|           |                                       |
| Epilichen | \| \| Epilichen scabrosus \| \| \| \| |
|           | \| \| Epilichen scabrosus \| \| \| \| |
|           | Poeltinula                            |
|           |                                       |
|           | Catolechia                            |
|           |                                       |
|           | Epilichen scabrosus                   |
|           |                                       |

|  | Epilichen scabrosus |
|  |                     |